# Bierna (Łodygowice)
Bierna ist eine Ortschaft mit einem Schulzenamt der Gemeinde Łodygowice im Powiat Żywiecki der Woiwodschaft Schlesien in Polen.

## Geographie
Der Ort liegt am Bach Wilkołaczy (Wilczy) Potok, im Saybuscher Becken, südlich der Kleinen Beskiden. Die Nachbarorte sind Łodygowice im Westen, Tresna im Nordosten, sowie Zarzecze im Süden.

## Geschichte
Der Ort entstand im späten 16. Jahrhundert. Ab 1608 gehörte es zu den Gütern von Łodygowice. 1630 wurde es von 75 römisch-katholischen Bauern bewohnt. Der Name ist topographisch abgeleitet vom Kern *bier- (Schlamm, Morast).
Bei der Ersten Teilung Polens kam das Dorf 1772 zum neuen Königreich Galizien und Lodomerien des habsburgischen Kaiserreichs (ab 1804). Ab 1782 gehörte es dem Myslenicer Kreis (1819 mit dem Sitz in Wadowice). Nach der Aufhebung der Patrimonialherrschaften bildete es nach 1850 eine Gemeinde im Bezirk Saybusch.
1918, nach dem Ende des Ersten Weltkriegs und dem Zusammenbruch der k.u.k. Monarchie, kam Bierna zu Polen. Unterbrochen wurde dies nur durch die Besetzung Polens durch die Wehrmacht im Zweiten Weltkrieg. Es gehörte dann zum Landkreis Saybusch im Regierungsbezirk Kattowitz in der Provinz Schlesien (seit 1941 Provinz Oberschlesien).
Von 1975 bis 1998 gehörte Bierna zur Woiwodschaft Bielsko-Biała.